# Traill megye
Traill megye az Amerikai Egyesült Államokban, azon belül Észak-Dakota államban található. Megyeszékhelye Hillsboro, legnagyobb városa Mayville. Lakosainak száma 7997 fő (2020. április 1.). Traill megye Grand Forks, Polk, Norman, Cass és Steele megyékkel határos.

## Népesség
A megye népességének változása:
| Lakosok száma | 8117 | 8055 | 8084 | 8245 | 8014 | 7997 |
|               | 2010 | 2011 | 2012 | 2013 | 2015 | 2020 |